# ALBA (синхротрон)

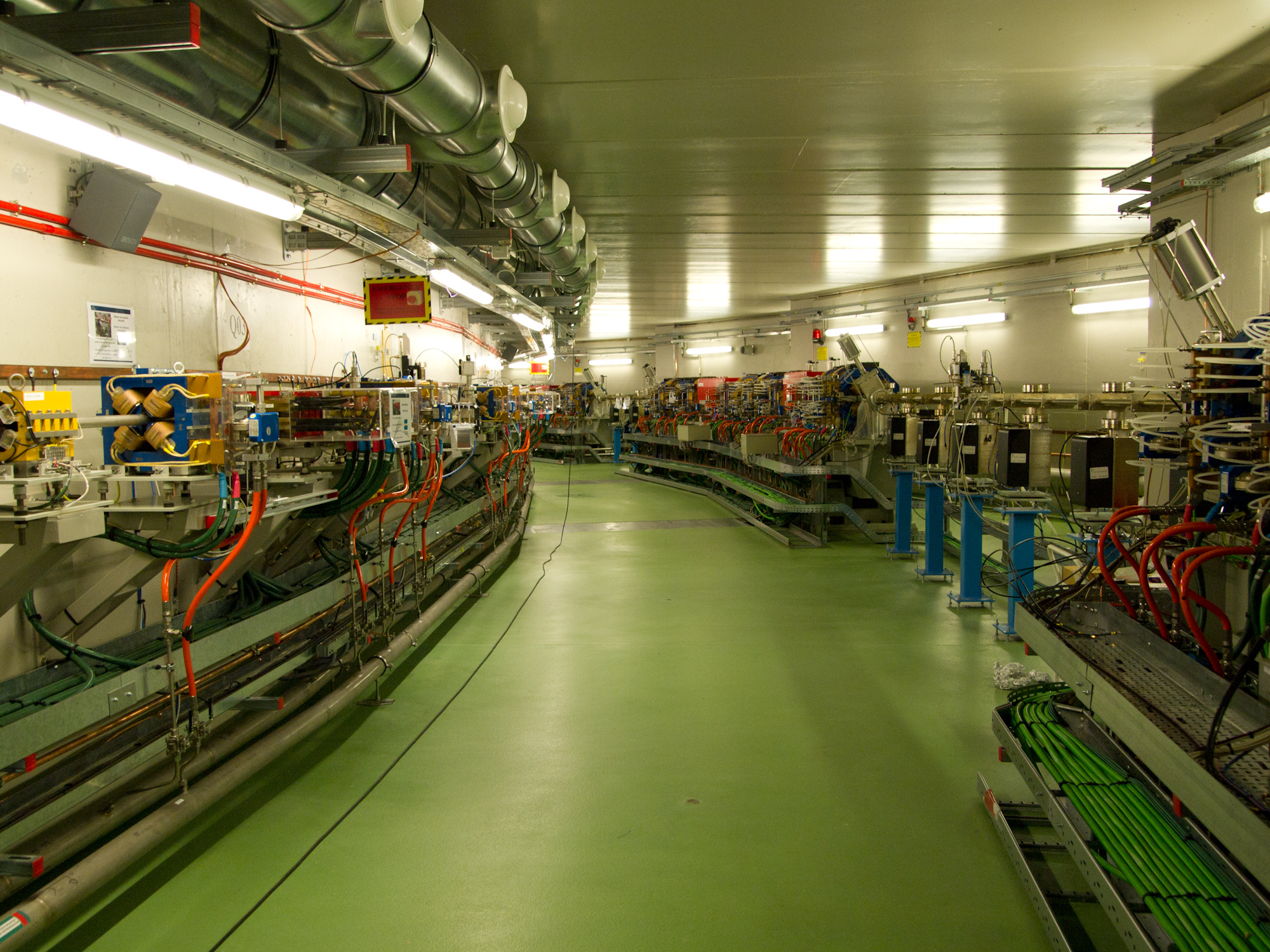
Защищённый ускорительный зал. Слева вдоль стены — бустерное кольцо, справа — накопительное кольцо ALBA. Синие вертикальные стойки под прямой вакуумной камерой — подставка под будущий ондулятор.

ALBA — источник синхротронного излучения третьего поколения, расположенный в Серданьоле-дель-Вальес, недалеко от Барселоны, Каталония, Испания. Ускорительный комплекс построен и эксплуатируется консорциумом CELLS (исп. Consorcio para la Construcción, Equipamiento y Explotación del Laboratorio de Luz de Sincrotrón), и профинансирован правительствами Испании Каталонии.

## История
Проект был утверждён в 2002 году, сооружение началось в 2006 году. В январе 2010 г. получены проектные параметры электронного пучка в бустерном кольце. Начало экспериментов с выведенным на первые 7 пользовательских станций синхротронным излучением планируется на 2011 год.

## Основные параметры
Источник представляет собой электронный синхротрон на энергию 3 ГэВ, периметр 268,8 м, ток в пучке 400 мА. Инжекционная часть состоит из 100 МэВ линейного ускорителя и бустерного кольца на полную энергию периметром 249,6 м. Спектр излучения из установленных на кольце ондуляторов захватит диапазон от ультрафиолета до жёсткого рентгена.